# Robbie James
Robbie James est un footballeur international gallois né le 23 mars 1957 à Gorseinon et mort le 18 février 1998 à Llanelli. Il évolue au poste de milieu de terrain.

## Biographie

### Carrière en club
Natif de Gorseinon, une petite ville à une dizaine de kilomètres de Swansea, Robbie James travaille d'abord comme électricien avant d'opter pour une carrière dans le football. Il est recruté en mars 1973 par le club de Swansea City, qui évolue alors en D3 anglaise. Il dispute son premier match sous le maillot des Swans lors de l'ultime journée de la saison 1972-1973, qui voit son équipe être reléguée en quatrième division.
Au cours des années qui suivent, Robbie James s'impose comme un joueur-clef de l'effectif de Swansea City. Ses performances attirent l'attention d'Arsenal et il est brièvement prêté au club londonien en novembre 1974, mais le mal du pays l'incite à rentrer à Swansea au bout d'un seul jour. Le club connaît une ascension foudroyante à la fin des années 1970 sous l'égide de John Toshack, avec trois promotions successives en 1978, 1979 et 1981 qui lui permet d'atteindre la première division pour la première fois de son histoire. James joue un rôle crucial dans cette ascension en inscrivant notamment 16 buts lors de la saison 1977-1978 et 15 buts lors de la saison suivante. Le club remporte également à trois reprises la Coupe du pays de Galles durant cette période.
Swansea City ne se maintient en D1 que pendant deux saisons. Lorsque le club est relégué, en 1983, Robbie James est transféré à Stoke City pour un montant de 160 000 livres. Il passe deux ans chez les Potters, puis trois ans au Queens Park Rangers FC. En 1987, il rejoint Leicester City, qui vient d'être relégué en deuxième division et où il évolue au poste d'arrière droit.
En janvier 1988, Robbie James retrouve les Swans, qui sont redescendus en quatrième division en son absence. Il reste trois saisons supplémentaires à Swansea City. Lors de la première, le club parvient à remonter en D3 en remportant la finale des play-offs face à Torquay United. Ayant également ajouté une Coupe du pays de Galles à son palmarès, il évolue ensuite pendant deux ans à Bradford City, puis pendant deux années supplémentaires à Cardiff City, qui remporte avec lui le championnat de quatrième division en 1993, ainsi que la Coupe du pays de Galles, sa cinquième. La saison 1993-1994 est sa dernière au sein de la Football League. En vingt ans, il y a disputé 782 matches et inscrit 133 buts.

### Carrière en équipe nationale
Robbie James évolue pour la première fois avec la sélection galloise en octobre 1978, lors d'une victoire 7-0 contre Malte au Racecourse Ground de Wrexham. Au cours des dix années qui suivent, il dispute 47 matches sous le maillot du pays de Galles et marque à sept reprises. Sa dernière sélection a lieu le jour de son 31e anniversaire, le 23 mars 1988.

### Décès
Après son départ de Cardiff City, en 1993, Robbie James évolue en Non-League football comme entraîneur-joueur pour de petites équipes galloises. Le 18 février 1998, il s'effondre et meurt sur le terrain de Stebonheath Park (en) pendant la rencontre entre son club de Llanelli et Porthcawl (en).

## Hommages

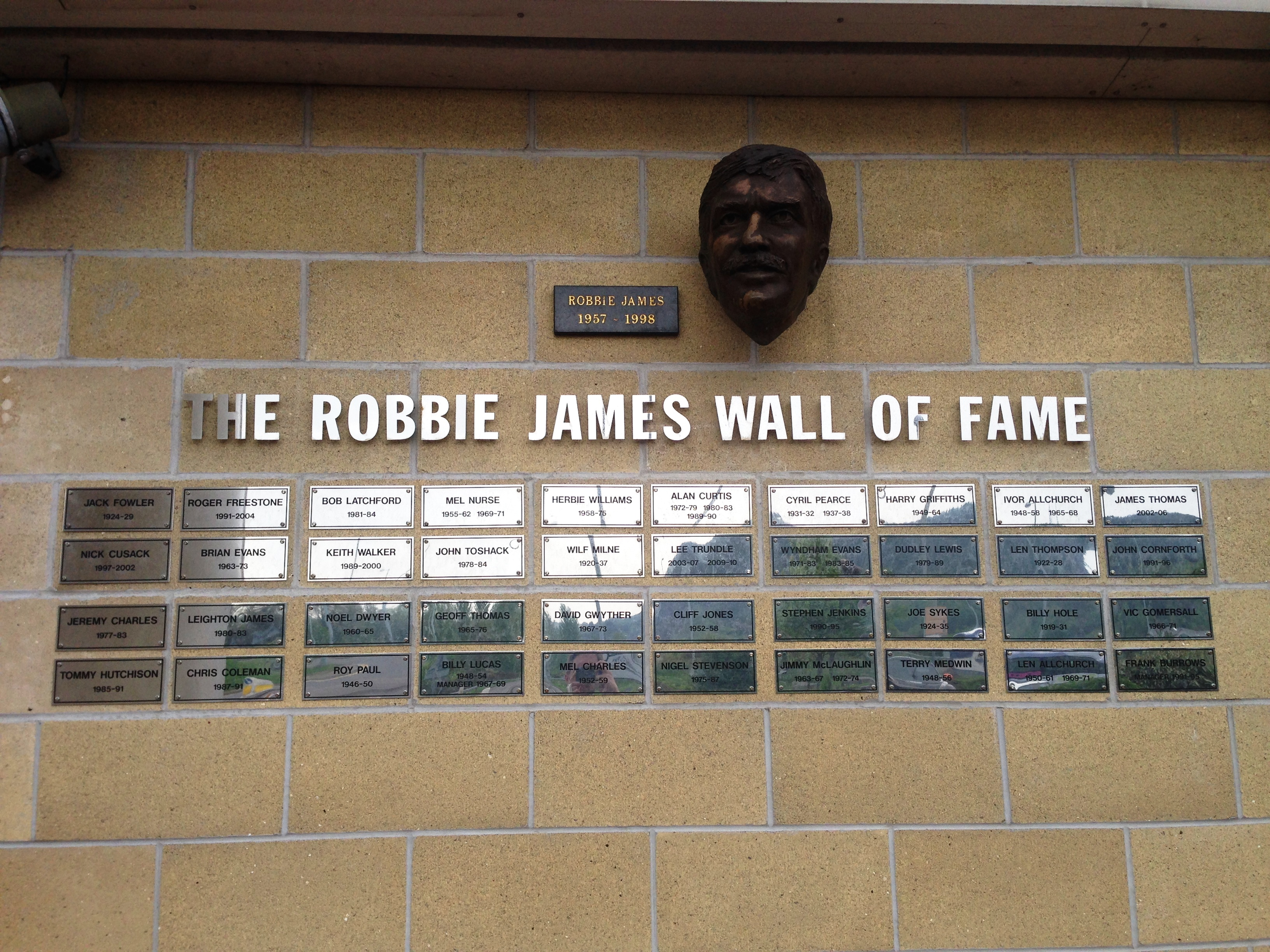
Le « Robbie James Wall of Fame » en 2014.

Un buste en bronze à l'effigie de Robbie James est dévoilé au stade de Swansea City en avril 2008. Il surplombe depuis 2012 le « Robbie James Wall of Fame », une série de plaques commémorant les grands joueurs de l'histoire du club.